# Lepidagathis vulpina
Lepidagathis vulpina är en akantusväxtart som beskrevs av Raymond Benoist. Lepidagathis vulpina ingår i släktet Lepidagathis och familjen akantusväxter. Utöver nominatformen finns också underarten L. v. modesta.